# 베이비걸 (영화)
《베이비걸》(영어: Babygirl)은 2024년 개봉한 미국의 에로틱 스릴러 영화이다. 할리나 레인이 감독과 각본을 맡았다. 제81회(2024년) 베네치아 영화제 황금사자상 경쟁후보작이다.

## 줄거리
뉴욕의 한 테크 회사 CEO인 로미는 남편과의 불만족스러운 성생활에 지쳐있던 중, 회사 인턴 새뮤얼과 사적인 만남을 갖게 된다. 처음에는 망설였지만 결국 그와 키스를 나누고, 호텔에서 다시 만나게 된다. 로미는 자신과 새뮤얼의 권력 관계 차이 때문에 그를 이용하는 것이 아닌지 걱정하지만, 새뮤얼은 오히려 자신이 그녀를 해고할 수도 있다며 자신의 권력을 과시한다. 두 사람은 여러 차례 만남을 이어가고, 로미는 새뮤얼에게 종속적인 관계를 맺는다.
새뮤얼은 점점 더 선을 넘기 시작한다. 로미의 사무실에 두고 온 노트북을 가져다준다는 핑계로 그녀의 시골집에 찾아오고, 로미는 자신의 가족을 건드리지 말라며 그에게 화를 낸다. 로미는 남편에게 성생활에 불만이 있다고 털어놓고, 결국 새뮤얼과 다시 만나 관계를 이어가기로 한다. 하지만 새뮤얼이 로미의 딸 생일 파티에 불쑥 나타나자 다시 한번 갈등이 폭발한다.
로미의 회사 동료 에스메는 로미와 새뮤얼의 관계를 알고 있으며, 이를 폭로하지 않는 조건으로 로미에게 요구를 한다. 이에 충격을 받은 로미는 남편에게 모든 사실을 고백하고 집에서 쫓겨난다. 얼마 후, 남편은 시골집에서 로미와 새뮤얼을 발견하고, 새뮤얼과 몸싸움을 벌이다가 공황 발작을 일으킨다. 새뮤얼은 그를 돕고 떠나고, 로미와 남편은 다시 관계를 회복하기로 한다.
회사에서 이사는 로미에게 새뮤얼이 일본으로 이직했다는 소식을 전하며 그 일에 로미가 관여했는지 묻는다. 그리고 다음 주에 자신의 집으로 초대한다. 로미는 그에게 단호하게 대처하고 사무실에서 내쫓는다. 집으로 돌아온 로미는 남편과 함께 새뮤얼과의 관계에서 했던 행위를 시도하고 오르가즘을 느낀다.

## 출연
- 니콜 키드먼 - 로미
- 해리스 디킨슨 - 새뮤얼
- 안토니오 반데라스 - 제이컵
- 소피 와일드 - 에스미
- 하이터 얀선 - 헤다
- 에스터 맥그레거 - 이저벨
- 본 라일리 - 노라
- 빅터 슬리잭 - 미셀 씨
- 아누프 데사이 - 로버트
- 바틀리 부즈 - 톰
- 맥스웰 휘팅턴쿠퍼 - 조시
- 레슬리 실바 - 헤이즐
- 돌리 웰스 - 치료사